# Tõnu-Andrus Tannberg

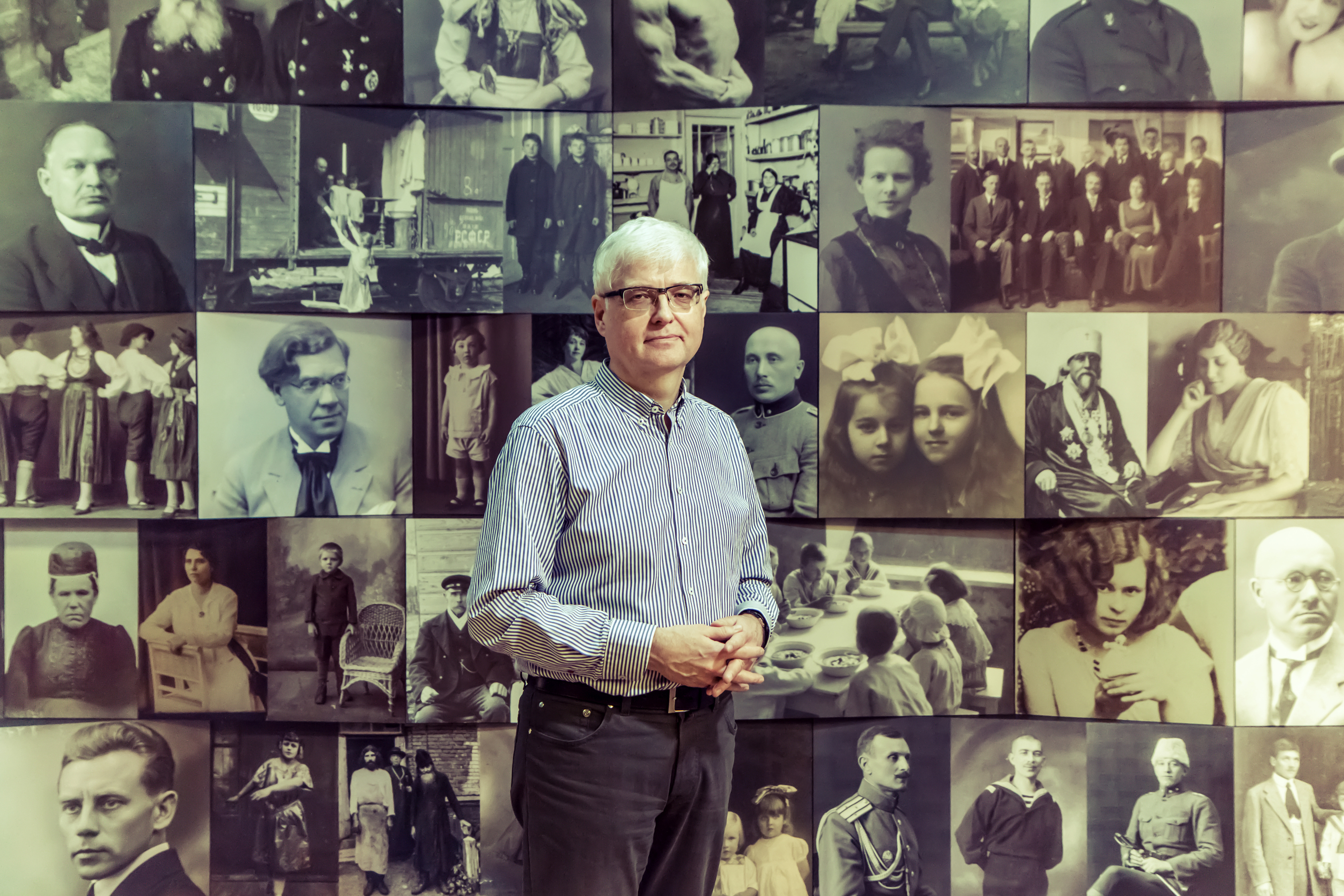
Tõnu Tannberg, 2017

Tõnu-Andrus Tannberg (* 22. September 1961 in Rakvere) ist ein estnischer Historiker und Mitglied der Estnische Akademie der Wissenschaften.

## Leben und Werk
Tannberg machte 1980 in Rakvere Abitur und studierte anschließend an der Universität Tartu Geschichtswissenschaft. Dort machte er 1986 seinen Abschluss, es folgte eine Anstellung als Geschichtslehrer in Puka. Parallel dazu setzte er sein Studium fort und erlangte 1992 den Magistergrad, 2006 wurde er mit einer Arbeit über die Landesverteidigungspflicht in den Ostseeprovinzen in der ersten Hälfte des 19. Jahrhunderts zum Dr. phil promoviert. Sein Doktorvater war Helmut Piirimäe. Seit 1990 ist er als Lehrkraft mit der Universität Tartu verbunden, zunächst als Lektor, von 2000 an als Dozent und seit 2013 als Professor. Daneben bekleidete er verschiedene Ämter beim Estnischen historischen Archiv.
In seiner Forschung konzentriert Tannberg sich auf die politische und Militärgeschichte des Baltikums vom 18. bis 20. Jahrhundert, in jüngster Zeit beschäftigte er sich viel mit der Geschichte Sowjetestlands. Darüber hinaus stammen von ihm auch wichtige Beiträge aus der Kulturgeschichte: 1995 entdeckte er in einem Sankt Petersburger Archiv zehn Ausgaben der Zeitung „Tarto maa rahwa Näddali-Leht“ (1806), die seinerzeit nach neunmonatigem Erscheinen verboten und so gründlich vernichtet worden war, dass sie als komplett verschollen galt.

## Auszeichnungen
- 2010 Orden des weißen Sterns (V. Klasse)
- 2016 Wissenschaftspreis der Republik Estland

## Schriften (Auswahl)

### Monografien
- (Hg.) Tarto maa rahwa Näddali-Leht. Uurimusi ja allikmaterjale. Tartu: Eesti Ajalooarhiiv, Eesti Kirjandusmuuseum 1998. 372 S.
- (Mitautor) Eesti ajalugu IV. Põhjasõjast pärisorjuse kaotamiseni. Tartu: Ilmamaa 2003. 311 S.
- (Mitautor) Eesti ajalugu VI. Vabadussõjast taasiseseisvumiseni.Tartu: Ilmamaa 2005. 463 S.
- (Mitautor) Eesti ajalugu V. Pärisorjuse kaotamisest Vabadussõjani. Tartu: Ilmamaa 2010. 503 S.
- Warten auf Napoleon. Die Landmiliz der Jahre 1806 – 1807 in den baltischen Gouvernements des Zarenreichs. Hamburg: Kovač 2015. 135 S.
- Eesti mees Vene kroonus. Uurimusi Baltikumi ja Venemaa sõjaajaloost impeeriumi perioodil 1721–1917. Tartu: Ilmamaa 2023. 471 S.

### Aufsätze
- Kes kaebas esimese eestikeelse ajalehe peale?, in Looming 12/1996, S. 1659–1669.
- „Kuid kirjanike liit pole seni veel kõiki suutnud liita üheks pereks“ Lisandusi Eesti Nõukogude Kirjanike Liidu asutamise loole aastatel 1943–1946, in: Keel ja Kirjandus 7/2021, S. 571–598.
- Dokumentaalne pilguheit Eesti Nõukogude Kirjanike Liidu tegevusele aastail 1940–1948, in: Tuna 1/2022, S. 87–93.
- „See inimene oskab näha! Oskab kirjutada!” Stalini preemia kui kirjanduselu nõukogustamise vahend Hans Leberechti näitel, in: Keel ja Kirjandus 1–2/2023, S. 68–90.